# Oden Takahashi
Oden Takahashi (jap. 高橋お伝 Takahashi Oden; ur. 1848, zm. 31 stycznia 1879) – japońska morderczyni opisywana jako ostatnia kobieta w Japonii skazana na śmierć przez ścięcie. Nazywana również „Zatrutą kobietą okresu Meiji” (明治の毒婦). Na śmierć została skazana za morderstwo mężczyzny. Na podstawie jej życia powstał film „Dokufu Oden Takahashi”, innym filmem był „Koyamu” (紅夜夢) z gatunku pinku eiga w reżyserii Shōgorō Nishimury, który również przedstawia postać Takahashi.

## Informacje
Oden Takahashi jest często opisywana jako „ostatnia kobieta w Japonii skazana na śmierć przez ścięcie”, ale jest to błędne stwierdzenie. Do 1 stycznia 1882 r., kiedy stary kodeks karny został zastąpiony nowym i poprawionym kodeksem, w 1880 r. stracono przez ścięcie osiem kobiet. W 1881 r. było ich siedem. Co więcej, w roku, w którym stracono Oden, 14 kobiet, w tym ona, zostało straconych przez ścięcie.

## Filmy z jej postacią
- 1926: Takahashi Oden – Zempen, Reżyser Norio Yamagami[12].
- 1926: Takahashi Oden – Kôhen, Reżyser Norio Yamagami[13].
- 1929: Takahashi Oden, Reżyser Kôji Oka[14].
- 1958: Dokufu Takahashi Oden, Reżyser Nobuo Nakagawa[2].
- 1983: Koyamu, Reżyser Shôgorô Nishimura[3].